# Acinodendron spennerostachyum
Acinodendron spennerostachyum là một loài thực vật có hoa trong họ Mua. Loài này được (Naudin) Kuntze mô tả khoa học đầu tiên năm 1891.